# História da Romênia
Este artigo fornece apenas um breve resumo de cada período da História da Romênia. Detalhes são apresentados em artigos separados (veja os links no menu a abaixo).

## Pré-História
O território da atual Romênia é habitado por diferentes grupos de pessoas desde a pré-história. Em fevereiro de 2002, durante uma expedição espeleológica nos Cárpatos, foi descoberta uma câmara cárstica, agora chamada de Peştera cu Oase (A Caverna com Ossos), cheia de restos de ursos-das-cavernas e um fóssil de crânio humano, do sexo masculino com maxilar adulto, datado por radiocarbono entre 34 e 36 mil anos, o que faz dele um dos fósseis mais antigos de humanos modernos (Homo sapiens) encontrados até hoje na Europa.  Esse crânio apresenta características tanto de humanos modernos quanto de Neardertais. De acordo com um artigo de Erik Trinkaus e outros, publicado pela Proceedings of the National Academy of Sciences em janeiro de 2007, esses achado sugere que os dois grupos se mesclaram há milhares de anos. É possível que o indivíduo dono do crânio tenha estado entre os primeiros a ocupar o continente. Esses restos são especialmente interessantes porque apresentam uma mistura de características arcaicas de humanos modernos e características morfológicas neardertais.

## Dácia
O território da atual Romênia era habitado desde pelo menos 513 a.C. pelos getas, uma tribo trácia. Sob a liderança de Burebista (70-44 a.C.), os dácios se tornaram um estado poderoso que ameaçava mesmo os interesses regionais dos romanos. Júlio César pretendia iniciar uma campanha contra os dácios, mas foi assassinado em 44 a.C. Alguns meses depois, Burebista compartilhava do mesmo destino, assassinado pelos seus próprios nobres. Seu poderoso estado dividiu-se em quatro e não se tornou novamente unificado até o ano de 95, no reinado de Decébalo. O estado dácio manteve uma série de conflitos com o Império Romano em expansão, e foi finalmente conquistado em 106 d.C. pelo imperador romano Trajano, durante o reinado do rei dácio Decébalo. Os romanos fortemente colonizaram a província, e, assim, começou um período de intensa romanização, mais tarde o latim vulgar local daria origem a língua romena. Diante de sucessivas invasões dos godos e cárpitas, a administração romana retirou-se dois séculos mais tarde.

## Romênia na Idade Média
Múltiplas ondas de invasões se sucederam, como a dos eslavos no século VI, dos búlgaros e magiares no século IX e dos tártaros no século XIII.
Muitos pequenos estados locais foram criados, mas apenas no século XIII os principais maiores da Moldávia e da Valáquia surgiram para enfrentar o perigo de uma nova ameaça na forma dos turcos otomanos, que conquistaram Constantinopla em 1453. Em 1541, toda a Península Balcânica e a maior parte da Hungria se tornaram províncias otomanas. A Moldávia, a Valáquia e a Transilvânia permaneceram autônomas, sob suserania otomana.
No século XII, a Transilvânia se tornou uma parte largamente autônoma do Reino da Hungria. Reis da Hungria convidaram os pechenegues e cumanos da Valáquia para se estabelecerem na Transilvânia, assim como os szecklers, a Ordem Teutônica e os saxões e suábios.
No ano 1600, os principados da Valáquia, Moldávia e Transilvânia foram unificadas pelo bano (príncipe) valáquio Miguel, o Valente, mas a unidade se dissolveu após Mihai ser morto, apenas um ano mais tarde, pelos soldados de um general do exército austríaco chamado Giorgio Basta.
Em 1699, a Transilvânia se tornou uma possessão do Império Austríaco após a derrota dos turcos. Os austríacos, por sua vez, expandiram rapidamente seu império: em 1718, uma importante parte da Valáquia, chamada Oltênia, foi incorporada ao Império Austríaco e foi devolvida apenas em 1739.
Em 1775, o Império Austríaco ocupou a parte noroeste da Moldávia, posteriormente chamada de Bucovina, enquanto que a parte oriental do principado (chamada Bessarábia) foi ocupada em 1812 pela Rússia.

## O despertar nacional da Romênia
Como na maioria dos países europeus, 1848 trouxe revolução à Moldávia, Valáquia e Transilvânia, anunciada por Tudor Vladimirescu e sua tentativa com pandurs em 1821. As metas dos revolucionários - independência completa para os dois primeiros e emancipação nacional para o terceiro - permaneceram não realizadas, mas foram a base de evoluções subsequentes. Além disso, o levante ajudou a população dos três principados a reconhecer sua unidade linguística e de interesses.
Pesadamente taxado e mal administrado pelo Império Otomano, em 1859, o povo tanto da Moldávia como da Valáquia elegeu o mesmo "domnitor" (governante) - Alexandry Ioan Cuza - como príncipe.

## Reino da Romênia
O Antigo Reino'
Em 1866, o príncipe alemão Carlos de Hohenzollern-Sigmaringen foi apontado como príncipe para pôr um fim à rivalidade e luta pelo poder por parte das facções boyar romenas. Em 1877, a Romênia declarou independência do Império Otomano e, após uma guerra turca-romena-russa, sua independência foi reconhecida pelo Tratado de Berlim, 1878. Após a guerra a Romênia adquiriu Dobruja, mas foi forçada a ceder a Bessarábia meridional à Rússia. Carlos foi coroado como Carlos I, o primeiro rei da Romênia, em 1881.
O novo Estado, comprimido entre os grandes poderes dos impérios otomano, austro-húngaro e russo, voltou-se para o oeste, especialmente a França, em busca de seus modelos culturais, educacionais, militares e administrativos. Em 1916, a Romênia entrou na Primeira Guerra Mundial do lado da Entente. Ao final da guerra, os impérios austro-húngaro e russo haviam terminado; corpos governamentais criados na Transilvânia, Bessarábia e Bucóvina escolheram a união com a Romênia, resultando na Romênia Maior.
A Romênia Maior
A maioria dos governos pré-Segunda Guerra Mundial da Romênia mantive a forma, mas não a substância, de uma monarquia constitucional liberal. O movimento nacionalista da Guarda de Ferro se tornou um fato político importante por explorar o medo do comunismo e o ressentimento de uma suposta dominação estrangeira e judaica da economia. Em 1938, para prevenir a formação de um governo que incluiria ministros da Guarda de Ferro, o rei Carlos II dissolveu o governo e instituiu uma ditadura real de vida curta.
Em 1939, a Alemanha Nazi e a União Soviética assinaram o Pacto de Molotov-Ribbentrop, que estipulava, entre outras coisas, o "interesse" soviético na Bessarábia.

## Romênia durante a Segunda Guerra Mundial

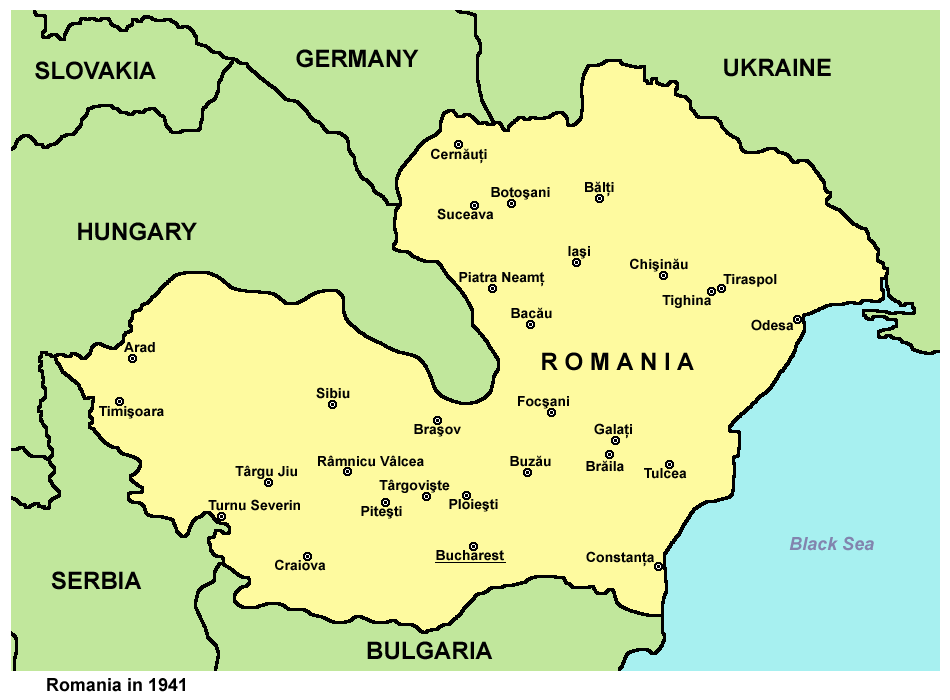

Como resultado, em 1940 a Romênia perdeu territórios tanto no leste como no oeste: em junho de 1940, após dar um ultimato à Romênia, a União Soviética conseguiu a Bessarábia e Bucovina. Dois terços da Bessarábia foram combinados com uma pequena parte da U.R.S.S. para formar a R.S.S. Moldava. O restante foi entregue à R.S.S. Ucraniana. Em agosto de 1940, a parte setentrional da Transilvânia foi anexada à Hungria pela Alemanha e a Itália.
Como resultado da ratificação do rei Carlos II de entregar a Transilvânia setentrional à Hungria, Dobruja meridional à Bulgária e a Bessarábia, Bugeac e Bucovina à União Soviética em 1940, o general Ion Antonescu foi apoiado pelo exército para assumir o governo da Romênia. A Romênia entrou na II Guerra Mundial sob o comando do Wehrmacht alemão em junho de 1941, declarando guerra à União Soviética para recuperar a Bessarábia e Bucovina. A Romênia recebeu de Hitler o território entre Nistru e Rio Bug Meridional para administrá-lo como Transnístria.
Em agosto de 1944, um golpe liderado por rei Miguel, com o apoio de políticos de oposição e do exército, depôs a ditadura Antonescu e colocou os exércitos romenos sob o comando do Exército Vermelho. A Romênia sofreu pesadas baixas adicionais enfrentando o exército nazista na Transilvânia, Hungria e Checoslováquia.
Ao final da II Guerra Mundial, a Transilvânia setentrional retornou ao domínio da Romênia e adquiriu um status de autonomia, mas Bucovina, Bessarábia e Dobruja meridional não foram recuperadas. A R.S.S. Moldaviana se tornou independente somente em 1991, com o nome de Moldávia.

## A Romênia comunista
A ocupação soviética após a Segunda Guerra Mundial levou à formação de uma República Popular comunista em 1947 e à abdicação do rei Miguel, que partiu para o exílio.
No início dos anos 1960, o governo comunista da Romênia começou a assegurar uma certa independência da União Soviética. Nicolae Ceauşescu  tornou-se líder do Partido Comunista em 1965 e chefe de Estado em 1967. A condenação de Ceauşescu da invasão soviética da Checoslováquia em 1968 e um breve relaxamento na repressão interna ajudaram a lhe fornecer uma imagem positiva tanto em casa como no oeste. Seduzidos pela política estrangeira "independente" de Ceauşescu, líderes ocidentais demoraram a se voltar contra um regime que, ao final dos anos 1970, tornara-se progressivamente duro, arbitrário e caprichoso. O rápido crescimento econômico incentivado por créditos estrangeiros gradualmente deu lugar a uma austeridade rígida e a uma repressão política severa.
Ceaușescu recusou-se a implementar medidas liberalismo económico. A evolução do seu regime seguiu o caminho iniciado por Gheorghiu-Dej. Prosseguiu com o programa de industrialização intensiva visando a auto-suficiência económica do país, que desde 1959 já tinha duplicado a produção industrial e reduzido a população camponesa de 78% no final dos anos 1940 para 61% em 1966 e 49% em 1971. No entanto, para a Roménia, tal como para outras Repúblicas Populares Orientais, a industrialização não significou uma ruptura social completa com o campo. Os camponeses regressavam periodicamente ou residiam em aldeias, deslocando-se diariamente para a cidade, numa prática conhecida como naveta. Isto permitiu aos romenos agirem como camponeses e trabalhadores ao mesmo tempo.
Foram também fundadas universidades em pequenas cidades romenas para formar profissionais qualificados, tais como engenheiros, economistas, planeadores e advogados, que eram necessários para o projecto de industrialização e desenvolvimento do país. Os cuidados de saúde romenos também conseguiram melhorias e reconhecimento por parte da Organização Mundial de Saúde (OMS). Em Maio de 1969, Marcolino Candau, Director-Geral desta organização, visitou a Roménia e declarou que as visitas do pessoal da OMS a vários estabelecimentos hospitalares romenos tinham causado uma impressão extraordinariamente boa.
As transformações sociais e económicas resultaram na melhoria das condições de vida dos romenos. O crescimento económico permitiu salários mais elevados que, combinados com os benefícios oferecidos pelo Estado (cuidados médicos gratuitos, pensões, educação universal gratuita a todos os níveis, etc.), representaram um salto em relação à situação da população romena antes da Segunda Guerra Mundial. Também foi permitida alguma retribuição extra para os camponeses, que começaram a produzir mais.
O governo de décadas do presidente Nicolae Ceauşescu tornou-se progressivamente severo no decorrer da década de 1980.
Dezembro de 1989 marcou a queda de Ceauşescu e o fim do regime comunista na Romênia, uma mudança violenta, que resultou em mais de mil mortes durante os eventos decisivos em Timişoara e Bucareste. Após uma semana de estado de intranquilidade na cidade Timişoara, Ceauşescu perdeu o controle sobre o governo do país, fugindo de Bucareste após convocar uma reunião de apoio que se voltou contra ele em 21 de dezembro de 1989, sendo preso e executado em 25 de dezembro de 1989. A série de eventos conhecida como a Revolução Romena de 1989 permanece até hoje uma questão de debate, com muitas teorias conflitantes sobre as motivações e mesmo as ações de alguns dos personagens principais. Um antigo ativista marginalizado por Ceauşescu , Ion Iliescu conseguiu reconhecimento nacional como líder de uma coalizão governamental improvisada, a Frente de Salvação Nacional (FSN), que proclamou a restauração da democracia e liberdade em 22 de dezembro de 1989. O Partido Comunista foi declarado ilegal e as medidas mais impopulares de Ceauşescu.

## Romênia desde 1989
Eleições presidenciais e parlamentares foram realizadas em 20 de maio de 1990. Concorrendo contra representantes do Partido Nacional Camponês e do Partido Liberal Nacional pré-guerra, Iliescu venceu com 85% dos votos. A FSN conseguiu dois terços das cadeiras no Parlamento, nomeou um professor universitário, Petre Roman, como primeiro-ministro e iniciou reformas cautelosas de livre mercado.
Uma vez que o novo governo ainda era largamente formado por ex-comunistas, protestantes anticomunistas acamparam na Praça da Universidade, em Bucareste em abril de 1990. Dois meses mais tarde, esses protestantes, caracterizados pelo governo como "hooligans", foram brutalmente dispersados pelos mineiros do Vale Jiu, convocados pelo presidente Iliescu; esse evento ficou conhecido como a mineiríada. Os mineiros atacaram também os quartéis-generais e casas de líderes de oposição. O governo de Petre Roman caiu no final de setembro de 1991, quando os mineiros retornaram a Bucareste para exigir maiores salários. Um tecnocrata, Theodor Stolojan, foi nomeado para conduzir um governo interino até que novas eleições pudessem ser realizadas.
Uma nova constituição democrática, promulgada pelo Parlamento, foi aprovada por um plebiscito em dezembro de 1991. Nas eleições nacionais de setembro de 1992, o presidente Iliescu venceu um novo mandato por uma clara maioria dos votos e deu a seu partido, a FDSN, um pluripartidarismo. Com apoio parlamentar dos partidos nacionalistas PUNR e PRM e do partido ex-comunista PSM, um governo tecnocrático foi formado em novembro de 1992 pelo primeiro-ministro Nicolae Văcăroiu, um economista.
Emil Constantinescu da coalizão eleitoral da Convenção Democrática (CDR) derrotou o presidente Iliescu no segundo turno da votação e o substituiu como chefe de Estado. Victor Ciorbea foi nomeado primeiro-ministro. Ciorbea permaneceu no cargo até março de 1998, quando foi substituído por Radu Vasile (PNTCD) mas, nas eleições de 2000, o Partido Social Democrata (PSD) e Iliescu venceram novamente e Adrian Năstase foi nomeado primeiro-ministro.
Em 2002, a Romênia foi convidada a entrar na OTAN. No mesmo ano, a União Europeia confirmou seu forte apoio ao objetivo da Romênia de se unir à união em 2007. O país passou a fazer parte da UE no dia 1 de janeiro de 2007 e da OTAN em 29 de março desse mesmo ano.

## Governantes romenos
- Lista de soberanos da Valáquia (até 1859)
- Lista de soberanos da Moldávia (até 1859)
- Lista de soberanos da Transilvânia (até 1918)
- Reis da Romênia (1881 - 1947)
- Presidentes da Romênia (desde 1947)
- Primeiros-ministros da Roménia (desde 1862)